# Sankt Zeno
Sankt Zeno kolostor Németországban, Bajorországban.

## Fekvése
Bad Reichenhallban, annak északi városnegyede található.

## Története
A Szent Zénó kolostort valószínűleg 803 körül alapította Arno salzburgi érsek. A legenda szerint Nagy Károly császár alapította. A 8-9. században feltehetően bencés kolostor létezett. 1136-ban Konrad von Abensberg salzburgi érsek újraalapította augustinus kolostorként. A 16. századig a kolostor a reichenhalli szalinában saját sófőzőkkel, valamint a szükséges erdőkkel (tűzifa) rendelkezett. A birtokhoz saját szőlőültetvény is tartozott a Wachau régióban, Krems közelében. 1720-tól (1803-ig) a kanonokok saját fogyasztásra főztek sört. A szekularizáció során a kolostort 1803-ban feloszlatták. 1821-ben az egyházmegyék határait összehangolták az államhatárokkal. Az Inn folyótól keletre fekvő terület, amely korábban a salzburgi érsekséghez tartozott, a müncheni és freisingi érsekség joghatósága alá került. 1852-ben az Angolkisasszonyok Rendje vette át az épületeket, és ma is működik itt egy (magán)középiskola. A kolostor körül kialakult azonos nevű politikai községet 1905. december 1-jén Bad Reichenhallba (fő része) és Gmainba olvasztották be.

## Látnivalói

### Szent Zénó-templom (Münsterkirche St. Zeno)
A Szent Zénó-templom Felső-Bajorország legnagyobb román bazilikája. 1135 és 1208 között épült az Ágoston-rend tulajdonaként. Ebből az időszakból maradt fenn erőteljes tornya, az oroszlánok által őrzött, márványoszlopos bejárat és a kerengő. A többi rész egy 15. századi tűzvész során pusztult el. 1512-ben kezdődött meg az újjáépítés. Az új templom késő gótikus stílusban épült. A kerengőből nyíló kápolnában látható a Barbarossa-kő, ami (feltevések szerint) a császárt ábrázolja, aki védelemben részesítette a szerzetesrendet. A főoltáron fából faragott szoborcsoport áll, és az 1522-ben készült keresztelőmedence.